# Galianthe angustifolia
Galianthe angustifolia là một loài thực vật có hoa trong họ Thiến thảo. Loài này được (Cham. & Schltdl.) E.L.Cabral mô tả khoa học đầu tiên năm 1991.